# Strand (Nordland)
Strand is een plaats in de Noorse gemeente Sortland, provincie Nordland. Strand telt 550 inwoners (2007) en heeft een oppervlakte van 0,37 km².